# Microrregión de la Baixa Verde
La microrregión de la Baixa Verde es una de las microrregiones del estado brasilero del Rio Grande del Norte perteneciente a la mesorregión Agreste Potiguar. Su población fue estimada en 2006 por el IBGE en 61.451 habitantes y está dividida en cinco municipios. Posee un área total de 1.956,742 km².

## Municipios
- Bento Fernandes
- Jandaíra
- João Câmara
- Parazinho
- Poço Branco

- Datos: Q2399928